# الأدب الأوكسيتاني

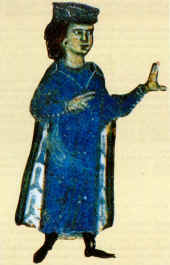

الأدب الأوكسيتاني (المشار إليه في النصوص القديمة على أنه الأدب البرفنسي) وهو مجموعة من النصوص المكتوبة باللغة الأوكسيتانية، معظمها في جنوب فرنسا. كان أول أدب باللغة الرومنسية، وهو الذي ألهم ظهور الأدب العامي في جميع أنحاء أوروبا في العصور الوسطى.
كان العصر الذهبي للأدب الأوكسيتاني في القرن الثاني عشر عندما كان هناك مجموعة من القصائد الغنائية الغنية المعقدة التي كتبها مجموعة من الشعراء الموسيقيين (التروبادور). كتبوا باللغة الأوكسيتانية القديمة التي ما تزال باقية حتى يومنا هذا. رغم أن الكتالونية تعتبر مجموعة متنوعة من الأوكسيتانية، لن تتناول هذه المقالةُ الأدبَ الكتالوني الذي بدأ يختلف عن نظيره الفرنسي الجنوبي في أواخر القرن الثالث عشر.

## المقدمة
بدأ الأدب الأوكسيتاني في القرن الحادي عشر في عدة مراكز، ثم انتشر تدريجيًا بعد ذلك، بدءًا من الجزء الأول الأكبر (وإن لم يكن كاملًا) من جنوب فرنسا، ثم إلى كاتالونيا وجليقية وقشتالة والبرتغال، وإلى ما تسمى الآن شمال إيطاليا.
وقف الأدب الأوكسيتاني عند نهوضه بشكل كامل من تلقاء نفسه واستمر بتطوره حتى صار أصيلًا للغاية. يقدم -في عدة نواحٍ- مقارنات مع الأدب الفرنسي، ولكن هذه المقارنات ترجع أساسًا إلى عناصر رئيسة معينة مشتركة بين كلا الطرفين و-بدرجة طفيفة فقط- إلى ردود فعل متبادلة.

## الأصل
ظهر الشعر الأوكسيتاني أول مرة في القرن الحادي عشر. يعَد أقدم نص باقٍ هو العبء البروفنسي (اللازمة) مرفقًا بقصيدة لاتينية من القرن العاشر. لم يفسَّر النص بعد تفسيرًا مُرضيًا. وتشير نوعية أول الأعمال المتبقية إلى فقدان العمل السابق.
تعود أول قصيدة أوكسيتانية إلى القرن العاشر، وهي تعويذة من 17 سطرًا تدعى (توميدا فيمينا أي المرأة المنتفخة) التي يُحتمَل أنها كانت تستخدم لتشتيت آلام الولادة. يوجد جزء أطول بكثير في القرن الحادي عشر، يتكون من 257 بيتًا شعريًا من عشرة مقاطع، يُحفَظ في مخطوطة أورليان، طبعها راينورد أول مرة. ويُعتقد أنها جاءت من الليموزيين والماركيون في شمال منطقة الأوكسيتان.
يأخذ المؤلف المجهول أطروحة بوثيوس (عزاء الفلسفة) باعتبارها أساس تكوينه. تعَد القصيدة قطعةً تعليمية من تأليف الكاتب. يعود تاريخ (أغنية سانتا) إلى عامي 1054 – 1076 التي تمثل ربما اللهجة الكاتالونية التي تطورت فيما بعد إلى لغة متميزة عن الأوكسيتانية. ووجد في نفس القرن قصيدة حب علمانية بعنوان (لا تكن باشقًا أو صقرًا).
ووجدت قصائد ويليام التاسع (جويليم) في القرن التالي (جد إليانور أكيتاين). تتألف قصائده من إحدى عشرة قطعة شعرية متنوعة كان المقصود منها أن تُغنى. وكان العديد منها من أغاني الحب. بينما أُلّفت القصيدة الوحيدة التي يمكن أن تكون مؤرخة تقريبًا أُلفت حوالي عام 1119، عندما كان ويليام يخطط لمحاربة الساركينوس في إسبانيا. تعرب هذه القصيدة عن أسف الكاتب لتفاهة حياته السابقة وتخوفاته، إذ ودع بلاده وابنه الشاب. عُرف من المؤرخ أورديريك فيتاليس أن ويليام كان قد ألف قصائد مختلفة عن أحداث مصيره المشؤوم في الحملة الصليبية في سنة 1101. وأشار إلى شعر البارتيمين في إحدى مقطوعاته.
تعَد أصول هذا الشعر غير مؤكدة. ولا علاقة لها بالشعر اللاتيني ولا بالفولكلور. ويبدو أن التراكيب العامية قد أنتجت في البداية بغرض الترفيه أو من أجل تهذيب النفس كما في حالة الشعر الديني، من ذلك الجزء من المجتمع العادي الذي كان يملك الراحة والأراضي وكان يعتبر التسلية الفكرية من بين أمور الحياة الجيدة.
شكّل الشعر العامي في القرن الحادي عشر -بشكل رئيس- وسيلة تسلية للطبقة الراقية. وبحلول القرنين الثاني عشر والثالث عشر، حملت الأعمال التاريخية والأطروحات الشعبية طابع العلوم المعاصرة التي تألفت من العامية.
يمكن أن يكون الشعر الأوكسيتاني قد نشأ بين المهرجين. إذ إن بعضهم يترك الهزل المبتذل لأعضاء المهنة الأقل ذكاءً، والذين قد كرسوا أنفسهم لتكوين القطع المخصصة للغناء. وأنتج المهرجون في الشمال أغاني البطولة المشبعة بحكايات المعارك والقتال وأنتجوا أغاني الحب في محاكم النبلاء الجنوبيين.

## عصر الشعراء الموسيقيين (التروبادورس)
نشأت مجموعة شهيرة من الأدب الأوكسيتاني ابتداءً من أوائل القرن الثاني عشر مع مجموعة من الشعراء الذين عُرفوا لاحقًا باسم (التروبادورس) القادمة من الفعل (تروبار) الذي يعني (الابتكار). وقد استخدمت هذه المجموعة شكلًا قياسيًا من أشكال اللغة الأوكسيتانية القديمة (أحدها قد يستند إلى لهجة الليموج)، وقد غُنت مقطوعاتهم الموسيقية واستُخدمت عمومًا كأوزان شعرية معقدة ومفصلة. وكان شعرهم عادة غنائيًا، مع عدد قليل من قطع الطبيعة الهجائية أو السياسية أو الأخلاقية أو الدينية أو الشهوانية.

### الفترة المبكرة
أول التروبادور المعروفين كان ويليام التاسع، دوق أكيتاين الذي أعطت أعماله الحركة مكانة شرف وساهم بشكل غير مباشر بدرجة كبيرة لضمان تطور الحركة والحفاظ عليها. وظهرت بعد فترة وجيزة مراكز النشاط الشعري في أماكن مختلفة وكان أولها في ليموزين وجاسكوني.
عاش في المقاطعة السابقة إبولوس كانتور (وهو مغنٍ كان يسمى إبل) الذي بدا أنه تواصل مع وليام خلال الجزء الثاني من حياته، ووفقًا للمؤرخ المعاصر جيوفري (كاهن فيجويس) فقد أعطى كانتور قدرًا كبيرًا من المتعة من خلال أغانيه. ولم تبقَ أي من مقطوعاته ولكنه درب تحت نفوذه بيرنارت دي فينتادور على الشعر رغم أنه ابن أحد رجال الخدم في القلعة، وتمكن من كسب حب سيدة قصر الفينتادور وعندما اكتشف أمرهم اضطر إلى مغادرة المكان، فذهب حيث تلقى ترحيبًا حارًا من زوجة هنري الثاني ملك إنكلترا إليانور أكيتاين (من عام 1152).
هناك حوالي خمسين أغنية من مقطوعات بيرنارت تميزت بالبساطة الأنيقة ويمكن اعتبار بعضها من أفضل عينات من قصائد الحب التي أنتجها الأدب الأوكسيتاني. ووجب على بيرنارت أن يكون ذا سمعة طيبة قبل منتصف القرن الثاني عشر بينما كانت حياته الشعرية قد امتدت حتى شارفت على نهايتها.
ازدهر سيركامون في نفس الفترة أو ربما قبل ذلك بقليل وكان ذا أهمية حقيقة بين الشعراء التروبادورس بسبب مرحلته المبكرة وبسبب حفظ معلومات محددة عنه. وقد كان من مقاطعة جاسكونية، تألّف من الرعاة وفقاً للعرف القديم حسب قول كاتب سيرته الذاتية (رعويون من أوزانا القديمة). وقد كان هذا سجل ظهور الشكل الشعري في جنوب فرنسا الذي اكتسب في النهاية تطورًا كبيرًا.
تحدد الفترة التي عاش فيها سيركامون في مقطوعة من مقطوعاته حيث يلمح بوضوح شديد إلى الزواج القريب لملك فرنسا لويس السابع مع إليانور أكيتاين (عام 1137). ومن بين أوائل الشعراء التروبادور الذين لا يُستهان بهم أيضًا ماركابرو، وهو تلميذ سيركامون، الذي لدينا حوالي أربعين قطعة من كتابته، التي أُرّخت في الفترة التي تراوحت بين 1135 إلى 1148 أو ما يقارب ذلك. لهذا الشاعر أصالة عظيمة من الفكر والأسلوب. إذ إن أغانيه (التي كان العديد منها تاريخيًا) خالية من الأشياء المألوفة لطبقتها، وتحتوي على قيود غريبة من فساد ذلك الوقت.